# Barranco de Valdecara
Barranco de Valdecara är ett periodiskt vattendrag i Spanien.   Det ligger i provinsen Provincia de Zaragoza och regionen Aragonien, i den nordöstra delen av landet, 290 km öster om huvudstaden Madrid.